# Tsjecho-Slowaakse voetbalbeker
De Beker van Tsjecho-Slowakije (Tsjechisch: Československý (fotbalový) pohár en Slowaaks: Česko-slovenský pohár (vo futbale)) was van 1960-61 tot en met 1968-69 de finalewedstrijd van de voorrondes in de deelstaten Slowakije en Tsjechië in de republiek Tsjecho-Slowakije. In het seizoen 1969-70 werd in de beide deelstaten officieel van start gegaan met de Slovenský Pohár en de Český Pohár, zodat de Československý Pohár alleen nog maar bestond uit een wedstrijd tussen deze beide winnaars.
In de seizoenen 1950-51 en 1951-52 werd er ook al, onofficieel, om een 'Československý Pohár' gestreden, en in 1955 en het seizoen 1959-60 werd er gestreden om de 'Spartakíadní Pohár', ook een beker tussen Slowaakse en Tsjechische clubs. Sinds 2017 spelen de winnaars van de Slowaakse en Tsjechische beker om de Česko-slovenský Superpohár (Nederlands: Supercup van Tsjechië en Slowakije), daarmee kan deze supercup gezien worden als een voortzetting van de Beker van Tsjecho-Slowakije.

## Finales Voorlopers
| Beker                | Jaar | WINNAAR           | Uitslag | FINALIST                 |
| -------------------- | ---- | ----------------- | ------- | ------------------------ |
| Československý Pohár | 1951 | Kovosmalt Trnava  | 1-0     | Armaturka Ústí nad Labem |
| Československý Pohár | 1952 | ATK Praag         | 4-3     | Sokol Hradec Králové     |
| Spartakíadní Pohár   | 1955 | Slovan Bratislava | 2-0     | ÚDA Praag                |
| Spartakíadní Pohár   | 1960 | Rode Ster Brno    | 3-1     | Dynamo Praag             |

## Finales Tsjecho-Slowaakse Beker 1961-1993
| Jaar | WINNAAR                | Uitslag             | FINALIST              |
| ---- | ---------------------- | ------------------- | --------------------- |
| 1961 | AS Dukla Praag         | 3-0                 | Dynamo Žilina         |
| 1962 | Slovan Bratislava      | 1-1 ; 4-1           | AS Dukla Praag        |
| 1963 | Slovan Bratislava      | 0-0 ; 9-0           | Dynamo Praag          |
| 1964 | Spartak Praag Sokolovo | 4-1                 | VSS Košice            |
| 1965 | AS Dukla Praag         | 0-0 wns (5-3)       | Slovan Bratislava     |
| 1966 | AS Dukla Praag         | 2-1 , 4-0           | TJ Tatran Prešov      |
| 1967 | Spartak Trnava         | 2-4 , 2-0 wns (5-4) | TJ Tatran Prešov      |
| 1968 | Slovan Bratislava      | 2-1 , 5-1           | AS Dukla Praag        |
| 1969 | AS Dukla Praag         | 1-1 , 1-0           | TJ VCHZ Pardubice     |
| 1970 | TJ Gottwaldov          | 3-3 , 0-0 wns (4-3) | Slovan Bratislava     |
| 1971 | Spartak Trnava         | 2-1 , 5-1           | TJ Škoda Pilsen       |
| 1972 | Sparta Praag           | 0-1 , 4-3 wns (4-3) | Slovan Bratislava     |
| 1973 | Baník Ostrava          | 1-2 , 3-1           | VSS Košice            |
| 1974 | Slovan Bratislava      | 0-1 , 1-0 wns (4-3) | Slavia Praag          |
| 1975 | Spartak Trnava         | 3-1 , 1-0           | Sparta Praag          |
| 1976 | Sparta Praag           | 3-2 , 1-0           | Slovan Bratislava     |
| 1977 | Lokomotiva Košice      | 2-1                 | Sklo Union Teplice    |
| 1978 | Baník Ostrava          | 1-0                 | Jednota Trenčín       |
| 1979 | Lokomotiva Košice      | 2-1                 | Baník Ostrava         |
| 1980 | Sparta Praag           | 2-0                 | ZŤS Košice            |
| 1981 | ASVS Dukla Praag       | 4-1                 | Dukla Banská Bystrica |
| 1982 | Slovan Bratislava      | 0-0 wns (4-2)       | Bohemians CKD Praag   |
| 1983 | ASVS Dukla Praag       | 2-1                 | Slovan Bratislava     |
| 1984 | Sparta Praag           | 4-2                 | Inter Bratislava      |
| 1985 | ASVS Dukla Praag       | 3-2                 | Lokomotiva Košice     |
| 1986 | Spartak Trnava         | 1-1 wns (4-3)       | Sparta Praag          |
| 1987 | DAC Dunajská Streda    | 0-0 wns (3-2)       | Sparta Praag          |
| 1988 | Sparta Praag           | 2-0                 | Inter Bratislava      |
| 1989 | Sparta Praag           | 3-0                 | Slovan Bratislava     |
| 1990 | ASVS Dukla Praag       | 1-1 wns (5-4)       | Inter Bratislava      |
| 1991 | Baník Ostrava          | 6-1                 | Spartak Trnava        |
| 1992 | Sparta Praag           | 2-1                 | FC Tatran Prešov      |
| 1993 | 1. FC Košice           | 5-1                 | Sparta Praag          |

Československá fotbalová liga · Českomoravská fotbalová liga · Slovenská národná futbalová liga · Lagere voetbaldivisies · Tsjecho-Slowaakse voetbalbeker · ČSFS · Nationaal voetbalelftal